# Serdar Tasci
Serdar Tasci (Esslingen, 1987. április 24. –) német labdarúgó, aki hátvédként játszik. Jelenleg az FK Szpartak Moszkva játékosa.

## Pályafutása
Tasci Nyugat-Németországban született, szülei török származásúak. Játszott a SC Altbach, a Stuttgarter Kickers és 1999 júliusától a VfB Stuttgartban nevelkedett. 2005-2006-os szezonban belépett VfB Stuttgart második csapatába a Regionalligaba és 2006-07-ben felkerült felnőtt csapatba.
2006. augusztus 20-án debütált a felnőttek között a Arminia Bielefeld elleni 3-2-es győzelem alkalmával.
2009. augusztus 29-én meghosszabbították a szerződést 2014 nyaráig.

### Válogatott
2007. február 6-án debütált a Német U21-es labdarúgó-válogatottban, 2-0-ra győzelmet arattak a Skót U21-es labdarúgó-válogatott ellen. 2008. augusztus 20-án egy barátságos mérkőzésen Belga labdarúgó-válogatott ellen debütált a Német labdarúgó-válogatott színeiben, 2-0-ra nyertek. Szerepelt a 2010-es labdarúgó-világbajnokság-on, Uruguayi labdarúgó-válogatott ellen szerepelt első alkalommal a világbajnokság-on, 91. percben Mesut Özilt váltotta.

## Sikerei, díjai

### Klubcsapattal
- VfB Stuttgart:
  - Német bajnok: 2007
- Bayern München:
  - Német bajnok: 2016
  - Német kupa: 2016
- Szpartak Moszkva:
  - Orosz bajnok: 2017

### Válogatottal
- Világbajnoki bronzérmes: 2010

## Fordítás
Ez a szócikk részben vagy egészben  a   Serdar Tasci című angol Wikipédia-szócikk fordításán alapul.  Az eredeti cikk szerkesztőit annak laptörténete sorolja fel. Ez a jelzés csupán a megfogalmazás eredetét és a szerzői jogokat jelzi, nem szolgál a cikkben szereplő információk forrásmegjelöléseként.